# Manaus storstadsområde

Manaus storstadsområde

Manaus storstadsområde är den största storstadsregionen i norra Brasilien, med cirka 2,6 miljoner invånare, och den elfte mest folkrika i landet. Grundades 2007 och samlar 13 kommuner i delstaten Amazonas.
Manaus storstadsområde är ett strategiskt område för statlig utveckling. Det har ett frihandelsområde, hem för några av de största och viktigaste företagen i landet inom transport och kommunikation, samt bioteknologiska, petrokemiska, köpcentrum och intensiv hamnaktivitet.

## Kommuner
| Kommun                | Area (km²)  | Folkmängd (2019) | BNP i tusen reais (2016) | HDI (2010)   |
| --------------------- | ----------- | ---------------- | ------------------------ | ------------ |
| Autazes               | 7 652,851   | 39 565           | 287 700                  | 0,577 lågt   |
| Careiro               | 6 096,210   | 37 869           | 241 600                  | 0,557 lågt   |
| Careiro da Várzea     | 2 627,474   | 30 225           | 295 100                  | 0,568 lågt   |
| Iranduba              | 2 216,817   | 48 296           | 636 000                  | 0,613 medium |
| Itacoatiara           | 8 891,906   | 101 337          | 2 000 000                | 0,644 medium |
| Itapiranga            | 4 335,075   | 9 148            | 100 500                  | 0,654 medium |
| Manacapuru            | 7 336,579   | 97 377           | 1 200 000                | 0,614 medium |
| Manaquiri             | 3 973,259   | 32 105           | 249 800                  | 0,596 lågt   |
| Manaus                | 11 401,092  | 2 182 763        | 70 200 000               | 0,737 högt   |
| Novo Airão            | 37 805,257  | 19 454           | 120 500                  | 0,570 lågt   |
| Presidente Figueiredo | 25 412,265  | 36 279           | 546 200                  | 0,647 medium |
| Rio Preto da Eva      | 5 815,622   | 33 347           | 445 100                  | 0,611 medium |
| Silves                | 3 723,382   | 9 171            | 97 900                   | 0,632 medium |
| Summa                 | 127 287,789 | 2 676 936        | 76 600 000               | 0,720 högt   |

## Galleri

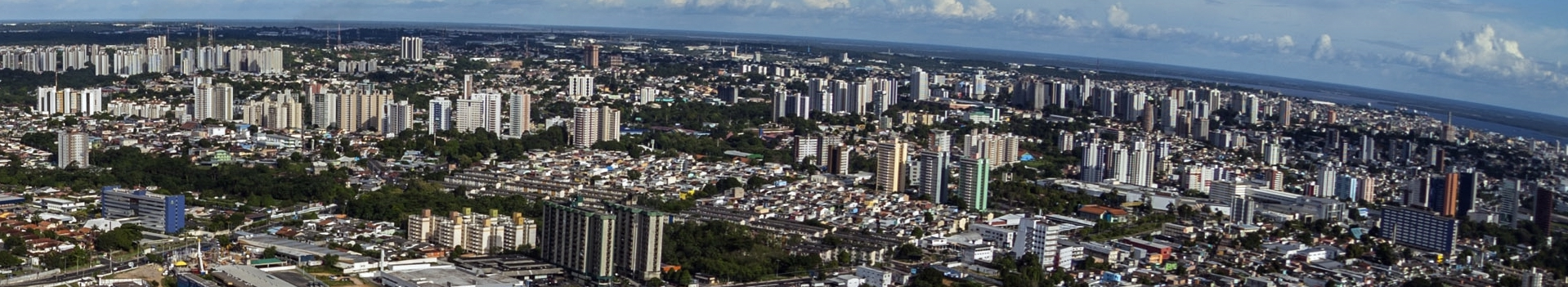
Manaus